# Michał Piękoś
Michał Piękoś (ur. 1 grudnia 1988 w Gdańsku) – polski dziennikarz i publicysta, wydawca portalu Strefa Biznesu i członek Rady Programowej Polskiej Agencji Prasowej.

## Życiorys
Uzyskał licencjat z filozofii na Uniwersytecie w St Andrews oraz magisterium z ekonomii na Regent’s University London. W 2007 jeszcze jako student, współtworzył w Gdańsku Towarzystwo Debatujące – pierwsze na Pomorzu stowarzyszenie debat oksfordzkich, którego został marszałkiem.
Po ukończeniu studiów pracował jako bankier korporacyjny i analityk ryzyka w City of London. Był zatrudniony w brytyjskiej firmie finansowej Xchanging oraz w japońskim banku Mizuho. Pracował między innymi jako redaktor portalu MSN News w Berlinie oraz redaktor naczelny serwisu informacyjnego wPunkt. W latach 2022-2024 piastował stanowisko redaktora naczelnego „Dziennika Trybuna”, gdzie zastąpił Piotra Gadzinowskiego. Jego teksty ukazywały się m.in. w „Gazecie Wyborczej, „Krytyce Politycznej i wielu innych. Razem z Anną Górską i Jędrzejem Włodarczykiem są autorami lewicowego podcastu politycznego „Trójdzielnia”. W 2024 objął stanowisko wydawcy portalu Strefa Biznesu, a 25 marca 2025 decyzją Rady Mediów Narodowych wybrany do Rady Programowej Polskiej Agencji Prasowej.
Jest stałym komentatorem w Polskim Radiu 24 oraz członkiem Stowarzyszenia Dziennikarzy RP. Pracował jako korespondent wojenny w stolicy Ukrainy podczas bitwy o Kijów. Relacjonował przebieg walk i życie mieszkańców miasta dla telewizji i radia. Od 2023 pracuje jako korespondent ukraińskiego dziennika „Kyiv Post” na Polskę.
W 2019 bez powodzenia ubiegał się o mandat posła w okręgu gdańskim z piątego miejsca listy Lewicy. Otrzymał 2578 głosów.

## Życie prywatne
Jego dziadek Zbigniew Bogacki był powstańcem warszawskim, a babcia Stanisława Bogacka (z domu Bijak) łączniczką AK. Jest siostrzeńcem gdańskiej aktorki Joanny Bogackiej.

## Nagrody i wyróżnienia
W 2022 Stowarzyszenie Dziennikarzy RP nominowało Michała Piękosia do Nagroda im. Bolesława Prusa przyznawanej młodym dziennikarzom do 35 roku życia.